# Deltochilum femorale
Deltochilum femorale là một loài bọ cánh cứng trong họ Bọ hung (Scarabaeidae).